# Частные науки
Частные науки (син. специальные, конкретные науки) — науки, познающие отдельные стороны, моменты действительности (например естественные науки,  медицина, история и т. п.), в отличие от философии, которая по отношению к частным наукам выступает как общая наука, так как дает частным наукам принципы методов исследования.

## Частные науки по Гегелю
Частные науки изучают мир по частям, а философия стремится постичь его как целое. Если частные науки начинают своё изучение с эксперимента, используя чувственное восприятие, то философия начинает постигать мир сразу применяя мышление.
Согласно Гегелю, диалектика как способ познания не отбрасывает в сторону эмпирические результаты частных наук, а признает их и пользуется ими. Но она наиболее акцентирует своё внимание на всеобщем в этих науках, на законах, принципах и т. п., вводя их в другие категории — философские. Различие состоит лишь в этом изменении категорий, возведении их в другой статус. Поэтому Гегель делает вывод о том, что «всякая наука есть прикладная логика».
Заслуга Гегеля состоит в том, что он делает первый набросок целостной научной картины мира.

## Частные науки в физике
Кроме философского понимания, существуют и другие понимания термина частных наук. Например, в физике под частными (специальными) науками понимают такие науки, которые сводимы к физике, или когда физика является фундаментальной наукой по отношению к ним. Обычный список таких наук включает химию, биологию, нейробиологию, и многие другие. Статус специальных наук, и объяснение их точных отношений к физике, являются вопросом большого противоречия в философии науки. Некоторые, например Джерри Фодор , считают, что специальные науки не сводимы к физике, а автономны: у них есть собственные законы, которые не могут быть выведены из законов физики даже в принципе. Другие, например, Куайн , приверженные к редукционизму, могут рассматривать физику так, что специальные науки являются её разделами.

## Частные науки в биологии
Частные науки, являясь по отношению к философии специальными, в свою очередь могут выступать как методологические по отношению к более узким разделам определенной области знания. Например, общая биология, опираясь на философию, разрабатывает и наделяет общими методами исследования, например, ботанику, зоологию и т.д. С другой стороны, общая биология использует и обобщает достижения более узких частных областей биологии.